# 주봉초등학교 와동분교
주봉초등학교 와동분교는 대한민국 강원특별자치도 홍천군 홍천읍 와동로219번길 24 (와동리)에 있었던 공립 초등학교이다. 지금은 주봉초등학교 본교에 통폐합되었다

## 연혁
- 1953년 12월 1일 홍천국민학교 와동분교로 인가
- 1954년 4월 12일 와동국민학교로 개교
- 1996년 3월 1일 와동초등학교로 개칭
- 1999년 9월 1일 주봉초등학교 와동분교장으로 개편
- 2015년 3월 1일 본교로 통폐합